# Max Lang
Max Lang (3 de marzo de 1987) es un deportista canadiense que compitió en remo. Ganó una medalla de plata en el Campeonato Mundial de Remo de 2006, en la prueba de cuatro con timonel.

## Palmarés internacional
| Campeonato Mundial | Campeonato Mundial | Campeonato Mundial | Campeonato Mundial |
| Año                | Lugar              | Medalla            | Prueba             |
| ------------------ | ------------------ | ------------------ | ------------------ |
| 2006               | Eton (Reino Unido) | Medalla de plata   | Cuatro con timonel |